# Мориц фон Захсен-Лауенбург
Мориц (на немски: Moritz von Sachsen-Lauenburg; * 1551; † 2 ноември 1612, Букстехуде) от род Аскани, е херцог на Саксония-Лауенбург от 1581 до 1612 г.

## Живот
Той е вторият син на херцог Франц I (1510 – 1581) и Сибила Саксонска (1515 – 1592), дъщеря на херцог Хайнрих IV от Саксония от род Албертини.
След смъртта на баща му през 1581 г. Мориц управлява заедно с братята си Франц II и Магнус II.
Мориц се жени на 25 ноември 1581 г. за Катарина фон Шпьорк цу Даленбург, една прислужница на брат му. С нея той няма деца. Той има метреса Гизела от Саксония (омъжена за Адам фон Чамер) и през 1582 г. се развежда. Мориц се скарва с брат си Франц, напуска двора в Лауенбург и отива на нидерландска служба, където умира с финансови задължения в Букстехуде.

## Деца
С Гизела той има два извънбрачни сина:
- Мориц Раутенщайн († 1617/39)
- Юлий Ернст Раутенщайн (* ок. 1590, † ок. 1660)